# Резня в Пирги

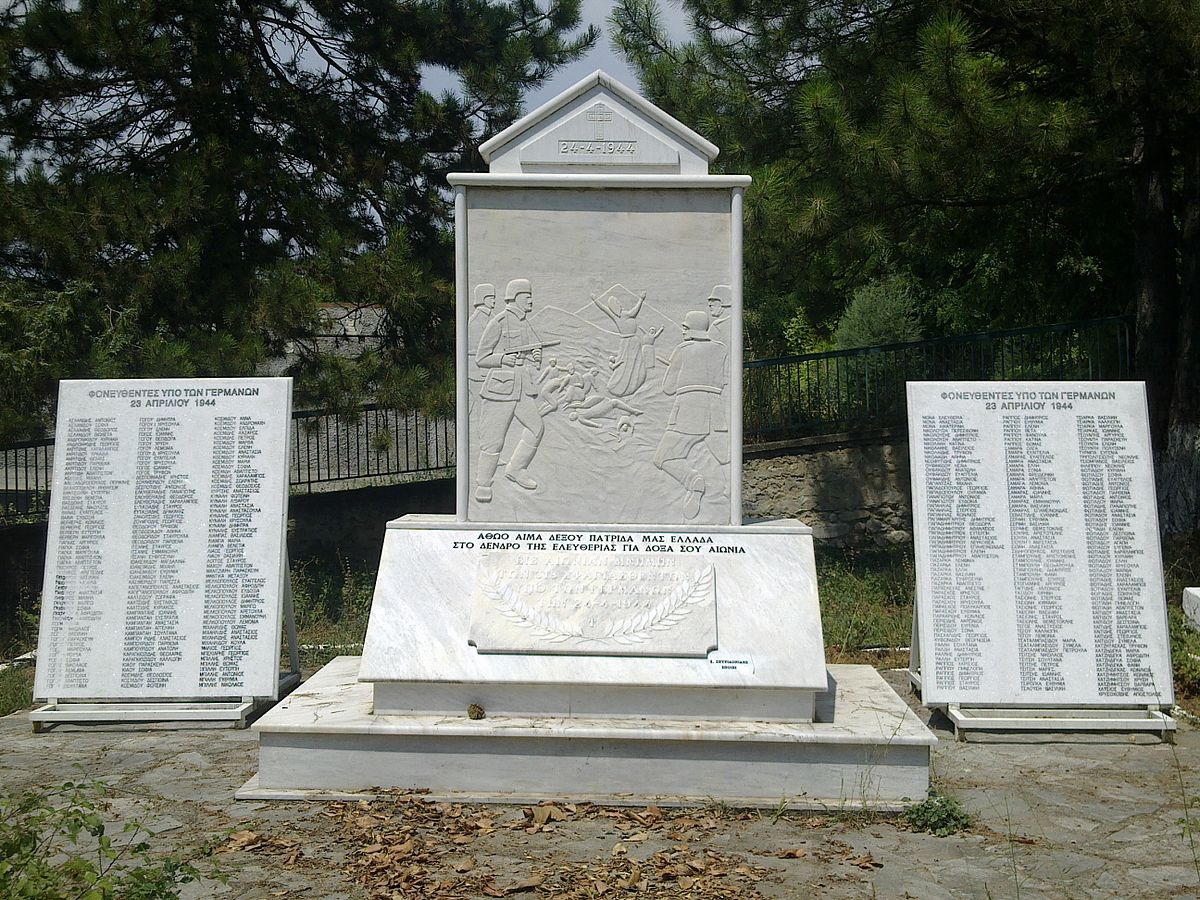
Мемориал в Пирги.

Резня в Пирги Эордеи (греч. Σφαγή στούς Πύργους Ἑορδαίας), часто упоминается как Холокост в Пирги Эордеи (греч. Оλοκαύτωμα στούς Πύργους Ἑορδαίας) — убийство 327 жителей села Пирги в Западной Македонии, Греция, совершённое в апреле 1944 года силами Вермахта и их греческими и другими пособниками.

## Предыстория
Село Пирги, именовавшееся до того Катраница, в начале XX века имело смешанное, турецко-болгарское население.
В период Борьбы за Македонию, все христиане жители села были последователями Константинопольского патриарха, которых болгарская пропаганда и историография характеризовала неологизмом «грекомане».
Уроженцем села был один из первых погибших соратников македономаха Павлоса Меласа,
аптекарь из Монастира, Филиппос Капетанопулос.
В 1912 году, после Первой Балканской войны, Западная Македония вошла в состав Греции.
В 1920-е годы, после Лозаннского договора и насильственного обмена населением, мусульманское население покинуло село и, вместо него, в селе поселились греческие беженцы из Понта, Вифинии и Восточной Фракии.
В 1928 году село имело смешанное болгаро-греческое население (510 человек беженцев).
В том же году, село было переименовано в Пирги, интерпретируя его имя в Пирги (башни), от греческого Кастраниса (Καστράνισσα), где кастро означает крепость..

## Оккупация
С началом тройной, германо-итало-болгарской оккупации, Греции большинство жителей села примкнули к Освободительному фронту ЭАМ, многие вступили в ряды партизан ЭЛАС.
Находясь под защитой партизан ЭЛАС, жители села были вне всевозможных сепаратистских попыток, поощряемых оккупантами, и заявляли себя греками «а не болгарами, македонцами, арумынами, албанцами и т. д.».
В начале 1944 года Генеральный штаб ЭЛАС готовился к освобождению македонской столицы, города Фессалоники.
Одним из условий осуществления этого плана был контроль горного массива Вермио.
Для усиления партизанских сил на Вермио, с хребта Пинда были переброшены дополнительно 500 партизан.
Немцы и сотрудничавшие с ними антикоммунистические группировки не могли не заметить активизации в регионе прокоммунистического ЭЛАС.
С 14 февраля по 1 марта части ЭЛАС Вермиона совершили налёты на сёла Комнина, Анатоликон, Клитон и Кесария, против пособников оккупантов. Немецкие подкрепления были отбиты. Общие потери немцев и их пособников составили 183 человека убитыми:312.
4 апреля части ЭЛАС с горы Вермион совершили налёт на город Верия, убив 83 пособников немцев из организации антикоммуниста Г.Пулоса. Через 2 дня, части ЭЛАС Вермиона уничтожили колонну немецких грузовиков убив 40 немецких солдат:305.
Кроме того, немцы остро нуждались в хроме, добывающемся на руднике горы Бурино и перевозимом на грузовиках через регион Эордеи, для перегрузки в вагоны на станции в Аминдео.
Безопасность автодорожного и железнодорожного сообщения, которым постоянно угрожали засады партизан ΙΧ дивизии ЭЛАС, была постоянной заботой германского командования.
К тому же урожай пшеницы Эордеи постоянно был яблоком раздора между партизанами и оккупантами.
Первый карательный набег в 1944 году оккупанты совершили в марте на село Эрмакиа.

## Майская гроза
Событиям в Пирги предшествовала Резня в Клисуре в нескольких часах езды на запад от Пирги и истребление его население. Участвовавшие в резне Клисуры 4-я полицейская гренадерская дивизия СС и её болгарские пособники из организации «Охрана»:58 остались безнаказанными, что способствовало последующим событиям в Пирги.
22 апреля немцы начали карательную операцию Майская гроза (Maigewitter) против партизан ЭЛАС на Вермионе, используя кроме артиллерии и авиацию. После 8-дневных боёв части ЭЛАС прорвали кольцо окружения и ушли в соседние горы:336.
Акции против сёл Месовуно и Пирги немцы предприняли с первого дня операции Майская гроза, 22 апреля 1944.
Операцией в Пирги руководил командир 7-го моторизированного гренадерского полка СС (7th SS Panzer Grenadier Regiment) Karl Schümers (1904—1944).
Сопротивление, оказанное греческими партизанами, среди которых был взвод бывших советских военнопленных, возглавляемый офицером Августиновым (? — не располагаем другими данными о человеке), а также потери, понесённые оккупантами у села, только разъярили их.
Ворвавшиеся в Нижний квартал села оккупанты начали расстреливать жителей, не спрашивая о их лингвистических предпочтениях, не щадя ни женщин ни детей.
Многие были сожжены заживо. Дети и младенцы были заколоты штыками.
Часть населения Нижнего квартала была согнана к церкви Богородицы, у которой уже были установлены пулемёты.
Пытавшиеся бежать были расстреляны на месте.
Перед началом массового расстрела прибыл курьер с запиской. Расстрел был отменен. 1400 жителей были погружены на грузовики и отправлены в лагерь в Птолемаиду:58.
Жители Среднего и Верхнего кварталов бежали к вершине Вермио, благодаря обороне блок-поста партизан ЭЛАС.
По их пятам шли каратели.
Утром 23 апреля немцы продолжили преследование.
В одном из ущелий они настигли группу жителей. 106 человек были расстреляны на месте.
Преследование населения продолжалось до 26 апреля. Все эти дни шёл дождь, переходящий в снег.
Около 200 жителей были блокированы в другом ущелье и согнаны в село.
Здесь их загнали в хлев недалеко от церкви Преображения и сожгли заживо.
В общей сложности в Пирги было убито 327 человек.
Кроме того, в соседнем Месовуно было убито ещё 145 человек.
Есть свидетельства о распоротом штыком животе беременной и изнасиловании мёртвой женщины:61.
Из общего числа 385 домов, в Пирги были сожжены 365 домов. Были сожжены 3 из 7 церквей села.
Убитые оставались незахороненными. Через 10 дней и получив разрешение оккупантов, некоторые жители решились вернуться в село, чтобы захоронить погибших.
Собранные трупы, многие из которых было невозможно опознать, были захоронены в братских могилах.

## Участники резни
Кроме солдат SS и Вермахта, по выражению историка А. Каллианиотиса, профессора истории Аристотелева университета, в резне принял участие «сброд», в числе которого были итальянцы, оставшиеся добровольно, или по принуждению, служить немцам, после выхода Италии из войны,
мусульмане из туркестанских соединений Вермахта, греческие пособники из отряда антикоммуниста полковника Георгиоса Пулоса (расстрелян в 1947 году) и, так называемые, «греческие националисты», на сёла которых, до того, по утвержению А. Калианиотиса, партизаны ЭЛАС совершили нападения.
Однако профессор А.Каллианиотис считает недостоверной информацию о зверствах и насилиях над женщинами, со стороны греческих и болгарских иррегулярных пособников немцев из окрёстных сёл, аргументируя это не столько невозможностью сотрудничества греческих и болгарских националистов, сколько, как он считает, нежеланием регулярных немецких частей сотрудничать с ними. Каллианиотис считает, что свидетельства о зверствах членов организации Пулоса, «болгароязычных четников», «тюркоязычных членов организации Михаил Аги» являются преувеличениями членов ЭАМ-ЭЛАС, с целью показать активное участие антикоммунистических организаций в операции.

## Исключения
Историография отмечает исключения среди участников резни. Бородатый итальянский офицер громко высказывал сожаление, что ему не удалось спасти от расстрела женщин и детей.
Немецкий майор, убитый позже в Средней Греции, «исповедовался» со склонённой головой перед мэром Птолемаиды, «что на войне есть ужасы и что в резне нет его вины».
Немецкий солдат, нашедший укрытие семьи в 6 человек, не расстрелял их, и, напротив, посоветовал им лучше укрыться.
Другие солдаты «удалили молодую мать, чтобы она не увидела тело своего убитого ребёнка».

## После войны
Karl Schümers, главный ответственный за резню в Пирги, подорвался на мине греческих партизан в августе 1944 года, у города Арта.
Ни один немец, итальянец, турок или грек, за исключением подполковника Г. Пулоса, не понёс наказания за убийство 600 человек гражданского населения в Пирги и Месовуно весной 1944 года.
В 1945 году село было вновь заселено. Но жители поселились только в Нижнем квартале.
Средний квартал, в котором из 60 семей выжили только 10-15 детей, и Верхний квартал беженцев, в котором из 30 семей выжили только 4 детей, долго не заселялись.
На площади села установлен Мемориал погибшим.
В апреле 2014 года, в семидесятилетие резни, греко-германское общество «Диалог» из Дельменхорста, Бремен установило на площади памятник «Прощения и Примирения».
На памятнике выбито на греческом и немецком:
"Полные стыда, семьдесят лет после холокоста совершённого немецкой армией в Пирги Птолемаиды 23 апреля 1944 года, мы оплакиваем жертвы. Выражаем своё уважение Сопротивлению против немецкой оккупации. Борьба против фашизма и войны — наша задача.
Греко—германское общество "Диалог « из Дельменхорста, Германия».